# Sione Uhatahi
Sione Uhatahi (ur. 15 kwietnia 1988) – tongański piłkarz grający na pozycji obrońcy w Veitongo FC. Od 2019 roku kapitan reprezentacji Tonga. Swojego jedynego gola w karierze reprezentacyjnej strzelił w meczu z Samoa Amerykańskim.

## Kariera klubowa
Statystyki dotyczą tylko Ligi Mistrzów OFC bądź jej kwalifikacji.

### Lotohaʻapai United
W profesjonalnej piłce zadebiutował w barwach Lotohaʻapai United. 1 maja 2012 roku zagrał w zremisowanym 3:3 meczu Ligi Mistrzów OFC przeciwko T. Maraerenga. W tym samym roku zaliczył jeszcze dwa występy, również w Lidze Mistrzów Oceanii - w meczu z Pago Młodzież (6:0) i Kiwi FC (2:1). W następnych latach grał jeszcze w eliminacjach tego turnieju. Wystąpił w meczach przeciwko T. Maraerenga (0:3), Kiwi FC (2:4), Lupe Ole Soaga (0:1), FC SKBC (4:1) i Puaikura FC (0:1). W 2015 roku odszedł do Veitongo FC.
W styczniu 2019 roku wrócił do Lotohaʻapai na 6 miesięcy. Zagrał w dwóch meczach - w wygranym 5:1 spotkaniu Pago Młodzież, w którym zdobył asystę, i przegranym 1:4 meczu z T. Maraerenga.

### Veitongo FC
Sione Uhatahi przeszedł do Veitongo FC w 2015 roku. Był kapitanem drużyny w 2018 roku. 20 stycznia tego samego roku zdobył gola w 91. minucie spotkania, remisując z Pago Młodzież. Odszedł z klubu w 2019, ale w tym samym roku wrócił. W 2020 wystąpił w meczach przeciwko Lupe Ole Soaga (0:2) i T. Maraerenga (2:2).